# لوری ۵۴۳۸
سیارک ۵۴۳۸ (به انگلیسی: 5438 Lorre، نامگذاری:1990QJ) پنج هزار و چهارصد و سی و هشتمین سیارک کشف شده‌است که در ۱۸ اوت ۱۹۹۰ کشف شد.
قدر مطلق سیارک برابر ۱۱٫۲۰ است.